# Lhovice
Lhovice (formalmente también llamado Mlhovice o Elhovice) es un pequeño pueblo, parte de la ciudad de Švihov, situado en el distrito de Klatovy, República Checa. Se encuentra a unos 3 kilómetros al noroeste de Švihov. Hay 65 direcciones. En 2011 vivían allí 145 habitantes. El pueblo fue mencionado por la primera vez en documentos en 1548.